# D’Urville-Insel
Die D’Urville-Insel (französisch Île d’Urville, englisch D’Urville Island, spanisch Isla d’Urville) ist die nördlichste der dem Grahamland vorgelagerten Joinville-Inseln. Die Insel ist 27 km lang, rund 455 km² groß und erreicht eine Höhe von 210 m über dem Meer. Sie liegt unmittelbar nördlich von, beide sind getrennt durch den Larsen-Kanal.
Eine grobe Erfassung der Westküste der damals noch unbenannten Insel ist bereits auf Kartenmaterial von Edward Bransfield vom Februar 1820 zu finden. Bei der Dritten Französischen Antarktisexpedition (1837–1840) wurde sie zwar gesichtet, doch irrtümlich für einen Teil der Joinville-Insel gehalten. Als eigenständige Landmasse wurde sie erst im Dezember 1902 von der Schwedischen Antarktisexpedition (1901–1903) unter Otto Nordenskjöld erkannt. Nordenskjöld benannte die Insel als Île d’Urville nach Jules Dumont d’Urville, dem französischen Forscher, der die Joinville-Inseln 1838 entdeckt hatte.
Geodätische Vermessungen der Insel nahm der Falkland Islands Dependencies Survey in den Jahren 1946 und 1954 vor. In chilenischem Kartenmaterial aus dem Jahr 1948 ist sie als Isla Henrique Mac Iver nach dem chilenischen Politiker Enrique Mac Iver (1844–1922) zu finden.